# Diola-fogny
Ne doit pas être confondu avec Dioula.
Cet article concerne la langue diola-fogny. Pour le peuple Diola et les langues diola, voir Diolas et diola.
Le diola-fogny ou diola (jóola en diola-fogny) est un des dialectes principaux du diola, un continuum linguistique de langues nigéro-congolaises. Il est parlé principalement au Sénégal mais aussi en Gambie et en Guinée-Bissau.
C'est l'une des langues nationales du Sénégal avec le wolof, le sérère, le mandingue, le peul et le soninké.

## Écriture

### Au Sénégal
Au Sénégal, le décret no  2005-981 règlemente l’orthographe du diola.
| Lettres de l’alphabet (Sénégal) | Lettres de l’alphabet (Sénégal) | Lettres de l’alphabet (Sénégal) | Lettres de l’alphabet (Sénégal) | Lettres de l’alphabet (Sénégal) | Lettres de l’alphabet (Sénégal) | Lettres de l’alphabet (Sénégal) | Lettres de l’alphabet (Sénégal) | Lettres de l’alphabet (Sénégal) | Lettres de l’alphabet (Sénégal) | Lettres de l’alphabet (Sénégal) | Lettres de l’alphabet (Sénégal) | Lettres de l’alphabet (Sénégal) | Lettres de l’alphabet (Sénégal) | Lettres de l’alphabet (Sénégal) | Lettres de l’alphabet (Sénégal) | Lettres de l’alphabet (Sénégal) | Lettres de l’alphabet (Sénégal) | Lettres de l’alphabet (Sénégal) | Lettres de l’alphabet (Sénégal) | Lettres de l’alphabet (Sénégal) | Lettres de l’alphabet (Sénégal) | Lettres de l’alphabet (Sénégal) | Lettres de l’alphabet (Sénégal) | Lettres de l’alphabet (Sénégal) |
| ------------------------------- | ------------------------------- | ------------------------------- | ------------------------------- | ------------------------------- | ------------------------------- | ------------------------------- | ------------------------------- | ------------------------------- | ------------------------------- | ------------------------------- | ------------------------------- | ------------------------------- | ------------------------------- | ------------------------------- | ------------------------------- | ------------------------------- | ------------------------------- | ------------------------------- | ------------------------------- | ------------------------------- | ------------------------------- | ------------------------------- | ------------------------------- | ------------------------------- |
| majuscules                      | A                               | B                               | C                               | D                               | E                               | F                               | G                               | H                               | I                               | J                               | K                               | L                               | M                               | N                               | Ñ                               | Ŋ                               | O                               | P                               | R                               | S                               | T                               | U                               | W                               | Y                               |
| minuscules                      | a                               | b                               | c                               | d                               | e                               | f                               | g                               | h                               | i                               | j                               | k                               | l                               | m                               | n                               | ñ                               | ŋ                               | o                               | p                               | r                               | s                               | t                               | u                               | w                               | y                               |

Les voyelles longues sont indiquées en doublant la lettre ‹ aa ee ii oo uu ›.
L’accent aigu au-dessus d’une voyelle ‹ á é í ó ú › indique que l’avancement de la racine de la langue pour cette voyelle et les autres voyelles du mots par harmonie vocalique.

## Patronymes
En général on peut les identifier par les noms de famille suivants :
Adioye, Assine, Biagui, Badiane, Badiate, Badji, Barry, Bassène, Bodian, Batendeng, Batiga, Cole, Coly, Deme, Diabone, Diamacoune, Diatta, Diadhiou, Diamé, Diandy, Diassy, Diédhiou, Diémé, Djiba, Djibalène, Djiboune, Djicoune, Djihounouck, Ehemba, Goudiaby, Himbane, Lambal, Mané, Manga, Niassy, Ngandoul, Nyafouna, Sadio, Sagna, Sambou, Sané, Senghor, Sonko, Souare, Tamba, Tendeng, etc.

## Exemples
| Mot    | Traduction              | Prononciation standard |
| ------ | ----------------------- | ---------------------- |
| terre  | yintam                  |                        |
| ciel   | émite                   |                        |
| eau    | moumélam                | mou mel                |
| feu    | sambunass               | samboun                |
| homme  | a niné                  | aniné                  |
| femme  | a naré                  | anaré                  |
| manger | é tign / futign / fouri | fouri                  |
| boire  | ka hob / baran          | baran                  |
| grand  | ka baak                 |                        |
| petit  | titi                    | dia titi               |
| nuit   | fou dionarafou          | fou dionarafou         |
| jour   | funak / hounak          | funak                  |

- Safoul !  : bonjour
- Masumé ! : bonjour (réponse à Safoul)
- Kasumay ?  : Comment ça va ? (littéralement: que la paix soit sur toi)
- Kasumay balay ou Kassumay Kéb! : Ça va bien. (littéralement: que la paix soit sur toi aussi)
- Iyo !  : Merci.
- Aw pop kasumay ? : Et toi, ça va ?
- Kate bolul ? : Comment va la famille ?
- KuKu Bo (mais se prononce Coucou Bo)! : Elle est là-bas. (comprendre : Elle va bien)
- Pé ! karessi bu ? : Parfaitement. Comment t'appelles-tu ?
- Karessom Christophe ! : Je m'appelle Christophe.
- Aw pop Karessi bu ? : Et toi, Comment t'appelles-tu ?
- Karessom François ! :  On m'appelle François !
- Aw bay ? (ou: Bay nu kinè ?) : D'où es-tu ?
- Montpellier ! : De Montpellier !
- Aw Bébay ? (ou: Aw é djow bay ?) : Où vas-tu ?
- Bé Husuy ! : À Oussouye !
- Yo ! Ujow kasumay ! : merci ! Bonne route ! (littéralement: Pars avec la paix)
- Susum ! : c'est bon